# Passenger (groupe suédois)
Pour les articles homonymes, voir Passenger.
Passenger est un groupe de metal alternatif suédois. Formé en 1995, le groupe se composait d'Anders Fridén (In Flames) au chant, Niclas Englin (Gardenian) à la guitare, Patrik J. Sten (Transport League) à la batterie et Håkan Skoger (Headplate) à la basse. Passenger se sépare en 2004.

## Biographie
Passenger est formé dans les années 1995 et 1996, mais rien ne se passe avant l'an 2000. À cette période, Passenger se rend compte que ce qui était complètement anodin est devenu un vrai groupe. Leur but est alors de créer un mélange de metal, de groove et d'un peu de pop. Le groupe est initialement formé par le batteur Patrik J. Sten et le guitariste Niclas Engelin sous le nom de Cliff. Les deux iront au à Studio Fredman, où ils enregistreront deux chansons qui ne seront jamais publiées. Cependant, ils seront pris par leurs projets parallèles Gardenian et Transport league. En 1997, Engelin devient guitariste de tournée pour le groupe In Flames.
C'est en 2003 que leur premier album studio, intitulé Passenger, est publié au label Century Media Records. Jusqu'à cette période, le groupe joue encore en concert. En décembre de cette année, ils tournent en Europe avec Moonspell, Lacuna Coil et Poisonblack. En mars 2004, le groupe entre en studio pour enregistrer un nouvel album, qui ne sera jamais publié. À ce moment, le groupe se sépare et les membres se consacrent entièrement à leurs projets parallèles.

## Membres
- Anders Fridén (In Flames) - chant
- Niclas Engelin (Gardenian, Engel) - guitare
- Patrik J. Sten (ex-Transport League, ingénieur au Studio Fredman) - batterie
- Håkan Skoger (Headplate) - basse

## Discographie
- 2003 : Passenger| No  | Titre            | Durée |
| --- | ---------------- | ----- |
| 1.  | In Reverse       | 2:56  |
| 2.  | In My Head       | 4:16  |
| 3.  | For You          | 2:59  |
| 4.  | Just the Same    | 3:14  |
| 5.  | Carnival Diaries | 3:55  |
| 6.  | Circus           | 4:17  |
| 7.  | Rain             | 3:15  |
| 8.  | Circles          | 4:45  |
| 9.  | I Die Slowly     | 3:37  |
| 10. | Used             | 3:53  |
| 11. | Eyes of My Mind  | 5:29  |

## Vidéographie
- 2003 : In Reverse, tiré de Passenger, réalisé par Patric Ullaeus (clip)